# Saint-Bertrand-de-Comminges

Saint-Bertrand-de-Comminges este o comună în departamentul Haute-Garonne, regiunea istorică Comminges, din sudul Franței. În 2009 avea o populație de 259 de locuitori.

## Evoluția populației
| An        | 1975 | 1982 | 1990 | 1999 | 2006 | 2009 |
| --------- | ---- | ---- | ---- | ---- | ---- | ---- |
| Populație | 251  | 228  | 217  | 237  | 252  | 259  |